# Brandi Cyrus
Brandi Glenn Cyrus (* 27. května 1987 Nashville) je americká herečka, zpěvačka a diskžokejka. Je spoluúčinkující v Bravo show Cyrus vs. Cyrus: Design and Conquer a v podcastu Your Favorite Thing.

## Osobní život
Od června roku 2019 žije v Los Angeles v Kalifornii. Jejími rodiči jsou Tish Cyrus a country zpěvák Billy Ray Cyrus, který ji a jejího bratra Trace Cyruse adoptoval jako batolata poté, co se s Tish oženil. Společnou matku má s Braisonem, Miley a Noah Cyrus. Mimoto má úplně nevlastního bratra Christophera Codyho, kterého má Billy Ray Cyrus ze vztahu, který udržoval před sňatkem s Tish.

## Filmografie
- 2007: Hannah Montana: Live in London
- 2007: Billy Ray Cyrus: Home at Last
- 2008: Zoey 101
- 2008–2011: Hannah Montana
- 2009: Hannah Montana: The Movie
- 2011: What's Up
- 2013: Piers Morgan Tonight
- 2013: Truly Tish
- 2014: Brandiville
- 2014: MTV Video Music Awards
- 2015: Old 37
- 2015: Celebrity P.O.V.
- 2015: The Queue
- 2016: Entertainment Tonight
- 2016: Access Hollywood
- 2017: Cyrus vs. Cyrus: Design and Conquer